# Escrita qiang
A escrita Qiang ou Rma é usada para escrever as línguas qiang, que são faladas na província de Sujuão, no sudoeste da China.  Trata-se de um abugida ou um silabário, e sua criação foi finalizada em 2017. É o sistema de escrita oficial para as línguas qiang, e aceito por muitos da etnia qiang. Vários livros foram publicados nele. As línguas qiang também são escritas com o  alfabeto latino, desde muito tempo.

## Alfabetos

### Consoantes
| b /p/   | p /pʰ/   | bb /b/  | m /m/  | f /f/  | w /w/  | wf /v/  |
| d /t/   | t /tʰ/   | dd /d/  | n /n/  | lh /ɬ/ | l /l/  | lr /lʴ/ |
| g /k/   | k /kʰ/   | gg /ɡ/  | ng /ŋ/ | h /h/  | hh /ɣ/ | —       |
| j /tɕ/  | q /tɕʰ/  | jj /dʑ/ | x /ɕ/  | xx /ʑ/ | y /j/  | —       |
| gv /q/  | kv /qʰ/  | v /χ/   | vh /ɦ/ | vv /ʁ/ | —      | —       |
| z /ts/  | c /tsʰ/  | zz /dz/ | s /s/  | ss /z/ | —      | —       |
| zh /tʂ/ | ch /tʂʰ/ | dh /dʐ/ | sh /ʂ/ | rr /ʐ/ | —      | —       |

### Vogais
| a /a/ | ae /æ/ | ea /e/ | u /u/ | e /ə/ | nn /◌̃/ |
| i /i/ | ü /y/  | o /o/  | /ʔ/   | r /ʴ/ | —      |